# Затока Центральна

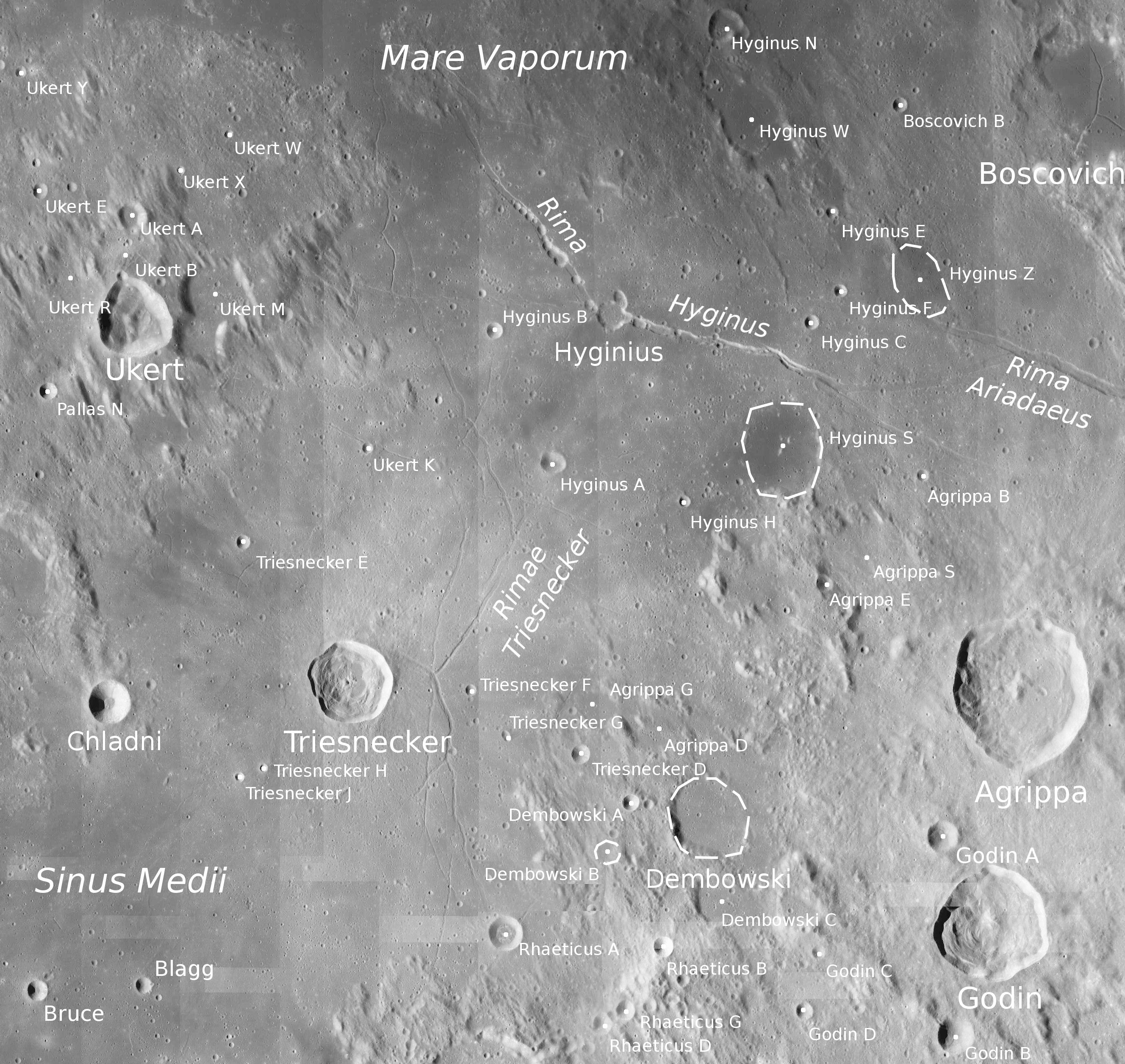
Карта північно-східної частини затоки

Затока Центральна (лат. Sinus Medii) — невелика морська ділянка в центрі видимого боку Місяця. Розмір — кількасот кілометрів, координати центру — біля 1°30′ пн. ш. 1°00′ сх. д. / 1.5° пн. ш. 1.0° сх. д..
Межі затоки окреслені нечітко: на північному заході вона переходить в Океан Бур, а на північному сході — в Море Парів, причому ділянка затоки на межі з морем замаскована яскравими викидами кратера Тріснеккер.

## Назва
Центральна Затока фігурує вже на першій карті Місяця, на якій були запропоновані назви для деталей його поверхні. Її склав близько 1600 року англійський фізик Вільям Гільберт, який не поділяв поширену тоді думку, що темні ділянки на Місяці є морями, і вважав їх, навпаки, суходолом. Він назвав цей об'єкт «Острів Середньомісячний» (лат. Insula Medilunaria).
Карта Гільберта не вплинула на розвиток науки, оскільки була опублікована лише в 1650 році. Але аналогічну назву цьому об'єкту дав і голландський вчений Міхаель ван Лангрен: 1645 року він видав карту, де назвав цей регіон «Затока Центральна» (Sinus Medius).
1647 року польський астроном Ян Гевелій, що переніс на Місяць топоніми Середземномор'я, назвав затоку Адріатичним морем (лат. Mare Adriaticum). 1651 року італійський астроном Джованні Річчолі назвав її Затокою Спеки (Sinus Aestuum). Зараз це ім'я належить сусідньому об'єкту (що на карті Річчолі був безіменним).
1692 року під керівництвом Джованні Доменіко Кассіні була складена місячна карта, де використовувалися в основному назви Річчолі. До небагатьох винятків належить Центральна Затока, що з незрозумілої причини фігурує там під назвою Insula Sinus Medii — «Острів Затока Центру». Близько 1780 року Йоганн Елерт Боде дав затоці назву, яка вживається зараз — Sinus Medii. Вона набула розповсюдження, але її вживали то у формі Sinus Medii («Затока Центру»), то у формі Sinus Medius («Затока Центральна»), запропонованій Лангреном. 1935 року Міжнародний астрономічний союз поклав край розбіжностям, затвердивши варіант Sinus Medii.

## Опис
Основна частина Центральної затоки — суцільна темна рівнина — має розмір близько 200 км. На північному сході поверхня затоки втрачає темне забарвлення, оскільки вкрита викидами Тріснеккера, але вираженої в рельєфі межі не має і продовжується до Моря Парів. На північному заході затоку переривають невеликі світлі узвишшя, за якими починається Океан Бур. І в Морі Парів, і в Океані Бур біля межі з Центральною затокою (чи її продовженнями) є узвишшя, вкриті дуже темними пірокластичними породами.
В основній частині Центральної затоки лежать невеликі кратери Брюс та Блегг, а в світлій області на північному сході — Тріснеккер. На берегах затоки є багато інших кратерів, зокрема, молодий кратер Хладні (на півночі) та напівзатоплений кратер Оппольцер (на півдні).
Затоку перетинають кілька безіменних гряд. Є там і чимало борозен. Уздовж межі затоки з Морем Парів пролягає борозна Гігіна (лат. Rima Hyginus), що ділиться навпіл кратером Гігін. Південно-західніше неї розташовані борозни Тріснеккера (Rimae Triesnecker). Південним берегом затоки тягнеться борозна Оппольцера (Rima Oppolzer), а південніше неї лежить борозна Реомюра (Rima Réaumur).
На берегах Центральної Затоки добре видно «імбрійську скульптуру»: численні дрібні хребти, що тягнуться в напрямку від Моря Дощів. Вони утворилися при падінні викидів басейну цього моря.
Поверхня затоки в її темній частині лежить на 0,7–1,0 км нижче за місячний рівень відліку висот. На північному сході, біля Моря Парів, вона підвищується майже на кілометр.
Для кількох ділянок Центральної затоки існують оцінки віку лавового покриву, зроблені за концентрацією кратерів. Вони лежать у межах 3,6–3,8 млрд років.

## Приземлення космічних апаратів
- 17 липня 1967 року в Центральній Затоці (0°24′ пн. ш. 1°20′ зх. д. / 0.4° пн. ш. 1.33° зх. д.) мав приземлитися «Сервеєр-4». Але до посадки зв'язок з апаратом було втрачено, і його доля невідома.
- 10 листопада 1967 року недалеко від запланованого місця посадки «Сервеєра-4» (0°28′27″ пн. ш. 1°25′39″ зх. д. / 0.4743° пн. ш. 1.4275° зх. д.) успішно приземлився «Сервеєр-6».